# 665 Сабіна
665 Сабіна (665 Sabine) — астероїд головного поясу, відкритий 22 липня 1908 року.
Тіссеранів параметр щодо Юпітера — 3,137.